# Magnesiumsulfaat
Magnesiumsulfaat (MgSO4) is een magnesiumzout van zwavelzuur. Vaak wordt voor magnesiumsulfaat de naam bitterzout gebruikt en daarnaast de minder frequent gebruikte namen Engels zout of epsomzout. Magnesiumsulfaat is bekend vanwege de sterk laxerende werking.

## Synthese
Er zijn verschillende syntheseroutes voor de bereiding van magnesiumsulfaat. Een rechtstreekse synthese gaat uit van magnesiumpoeder en zwavelzuur:
{\displaystyle {\ce {Mg + H2SO4 -> MgSO4 + H2}}}
Daarnaast kan het ook bereid worden door reactie van magnesiumoxide of magnesiumhydroxide met zwavelzuur:
{\displaystyle {\ce {MgO + H2SO4 -> MgSO4 + H2O}}}
{\displaystyle {\ce {Mg(OH)2 + H2SO4 -> MgSO4 + 2H2O}}}

## Eigenschappen en voorkomen
Magnesiumsulfaat komt voor als tal van hydraten: mono-, tetra-, penta-, hexa- en heptahydraat. Onder watervrije vorm komt het voor als een wit fijn poeder dat goed oplosbaar is in water. Het is een zeer sterk hygroscopische verbinding die vaak als fysisch droogmiddel wordt gebruikt, waarbij het heptahydraat wordt gevormd. Dit heptahydraat is ook de commercieel verkochte variant van deze verbinding. Het heptahydraat komt voor in de natuur als het mineraal epsomiet. Het monohydraat komt ook in de natuur voor, namelijk als het mineraal kieseriet.
Magnesiumsulfaat absorbeert geluid in het frequentiegebied tussen 10 kHz en 100 kHz. Dat kan belangrijke gevolgen hebben voor sonarprestatie in zeewater.

## Toepassingen

### Medische toepassingen
Magnesiumsulfaat is een van de mogelijke middelen die worden voorgeschreven als voorbereiding op een darmonderzoek, zoals het maken van röntgenfoto's van de darmen of een coloscopie. Aangezien het daarvoor van belang is dat de darmen volledig leeg zijn, kan met dit middel door de extreem laxerende werking snel resultaat worden bereikt.
Bij dergelijk medisch gebruik wordt een grotere hoeveelheid, meestal 15 of 20 gram, ineens ingenomen verdund met water, limonadesiroop of appelsap. Over het algemeen worden de laatste twee mogelijkheden aangeraden aangezien het mineraal een bijzonder bittere smaak heeft. Een oplossing van magnesiumsulfaat wordt ook wel bitterwater genoemd.
Epsomzout wordt in een hoge concentratie gebruikt bij floaten: gewichtloos drijven in warm water als methode van pijnbestrijding, verminderen van stress en herstel van blessures.

### Gebruik in de voedingsindustrie
Het mineraal wordt in voedingssupplementen gebruikt en ook als additief in de voedingsindustrie. Zo wordt bij de productie van ingeblikte groenten magnesiumsulfaat toegevoegd ter versteviging. Ook wordt het gebruikt in bier. Bij gebruik in normale doses in voedingswaren zijn er geen bijwerkingen bekend. In grotere doses kan het echter laxerend werken.

### Toepassing bij het tuinieren
Naast gebruik bij mensen, wordt magnesiumsulfaat ook gebruikt bij het onderhouden van planten. Het wordt gebruikt voor het aanvullen van het magnesiumgehalte in planten wanneer er sprake is van een gebrek.
Daarnaast is magnesiumsulfaat ook toepasbaar om oude boomstronken uit de tuin te verwijderen. Door meerdere gaten in de stronk te boren en vervolgens te vullen met magnesiumsulfaat en water, sterft de boomstam af en is hij gemakkelijker te verwijderen. Het afsterven duurt ongeveer een maand.

### Chemische toepassingen
Watervrij magnesiumsulfaat wordt ook op grote schaal gebruikt voor het drogen van organische oplossingen. De aanwezige waterrest in de organische oplossing bindt aan het magnesiumsulfaat waardoor het samenklontert. Wanneer er na het schudden van de oplossing met magnesiumsulfaat nog even wat los poeder door de oplossing heen dwarrelt, is al het water gebonden aan het magnesiumsulfaat en kan het geheel gefiltreerd worden om als filtraat een gedroogde organische oplossing over te houden.
Tijdens het drogen wordt het heptahydraat gevormd, dat na verhitting weer kan worden omgezet in de watervrije vorm.